# Nationella lustgaskonsortiet
Nationella lustgaskonsortiet är ett svenskt nationellt samarbete för att minska vårdens utsläpp av lustgas. Samarbetet startades i januari 2008 på initiativ av Anna Linusson, miljöchef vid Stockholms läns landsting. Alla Sveriges landsting och regioner samt Sveriges Folktandvårdsförening är anslutna till nätverket. Bakgrunden är att lustgas, som är det vanligaste bedövningsmedlet vid förlossningar i Sverige, samtidigt är en aggressiv växthusgas. År 2004 köpte Stockholms läns landsting landets första anläggning för lustgasdestruktion. Den installerades vid Karolinska universitetssjukhuset i Huddinge söder om Stockholm. Därefter har de flesta av landets landsting satt upp mål för att begränsa lustgasutsläppen. Landstingens samarbete i lustgasfrågan har bland annat lett till att det byggs flera nya anläggningar som tar hand om lustgas på landets sjukhus, och hindrar att gasen läcker ut i atmosfären.

## Externa webbsidor
- Officiell webbplats[död länk]
- Lustgasrapporter publicerade av Stockholms läns landsting[död länk]